# Flèche wallonne féminine 2004
Cet article concerne l'édition féminine de la Flèche wallonne. Pour la course masculine, voir Flèche wallonne 2004.
La 7e édition de la Flèche wallonne féminine a eu lieu le 21 avril 2004. Elle fait partie du calendrier de la Coupe du monde de cyclisme sur route féminine 2004. La course est remportée par la Française Sonia Huguet.

## Parcours
Le parcours, long de 97,5 km, comporte les sept côtes suivantes :
| Num | Nom              | km   | Longueur (m) | Pente moyenne | km de l'arrivée |
| --- | ---------------- | ---- | ------------ | ------------- | --------------- |
| 1   | Côte de France   | 13,5 |              |               | 86              |
| 2   | Côte de Pailhe   | 32   | 1 000        | 5,3 %         | 65,5            |
| 3   | Côte de Coutisse | 54,5 | 1 400        | 6,4 %         | 43              |
| 4   | Côte de Bellaire | 59   | 900          | 7,4 %         | 38,5            |
| 5   | Côte de Bohissau | 67,5 | 3 400        | 7,6 %         | 30              |
| 6   | Côte de Ahin     | 86   | 2 400        | 6,4 %         | 11,5            |
| 7   | Mur de Huy       | 97,5 | 1 100        | 11,8 %        | 0               |

## Équipes

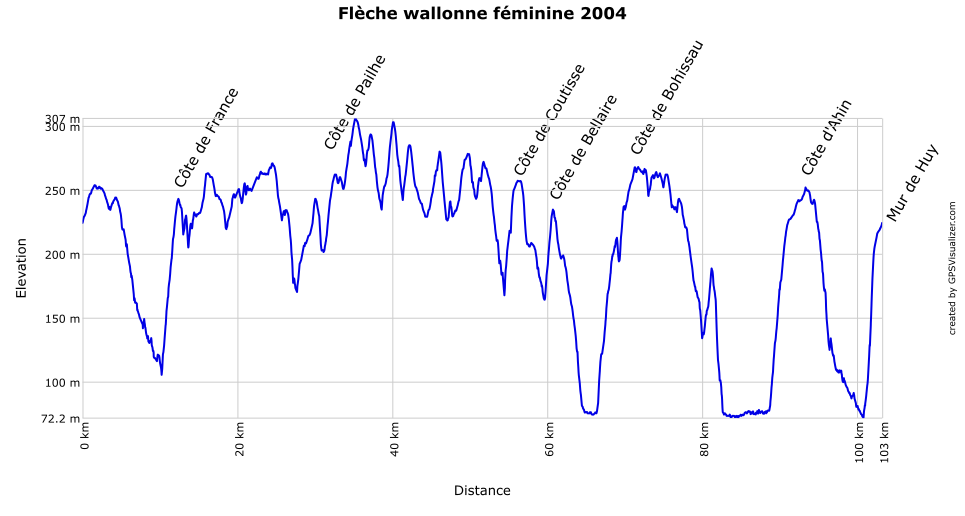
Profil de la course

| Équipes féminines professionnelles (14)- Bizkaia-Panda Software-Durango - USC Chirio Forno d'Asolo - Farm Frites-Hartol - Let's Go Finland - Lietzsport Cycling - SC Michela Fanini Record Rox - Nobili Rubinetterie-Guerciotti - Equipe Nürnberger Versicherung - Ondernemers van Nature-Vrienden van het Platteland - S.A.T.S. - Safi-Pasta Zara Manhattan - Therme Skin Care - Ton Van Bemmelen Sports - Vlaanderen-T-Interim Univega Ladies Équipes nationales (11)- Allemagne - Australie - Belgique - Canada - Espagne - France - Grande-Bretagne - Nouvelle-Zélande - Russie - Suisse - Ukraine Équipe féminines amateur (3)- Équipe mixte 1 - Rona - Wielerbond Vlaanderen |
| |

## Récit de la course
Miho Oki et Ina-Yoko Teutenberg attaquent dès la côte de France. Leur avance monte à une minute. Melissa Holt parvient à les rejoindre seule. En haut de la côte de Coutisse, l'écart est de cinquante-six secondes. La côte de Bohissau provoque la fin de l'échappée. Sur ses pentes, Fabiana Luperini, Lyne Bessette, Nicole Brändli et Geneviève Jeanson accélèrent. Leur avance culmine à seulement quinze secondes et elles sont reprises par un groupe d'une vingtaine de coureurs dans la côte de Ahin. Fabiana Luperini et Lyne Bessette partent de nouveau, mais le peloton est vigilant. Edwige Pitel attaque ensuite, suivie de Magali le Floc'h, mais c'est la troisième membre de l'équipe de France Sonia Huguet qui trouve l'ouverture à six kilomètres de l'arrivée et parvient à s'échapper. Elle est suivie par Hanka Kupfernagel. Elles abordent le mur de Huy en tête. Derrière Margaret Hemsley a effectué un gros travail pour sa leader Judith Arndt en menant le peloton, mais l'écart est trop important. Hanka Kupfernagel maintient un rythme élevé dans le début de l'ascension mais Sonia Huguet la double dans la partie la plus pentue. Elle gagne avec neuf secondes d'avance sur l'Allemande. Derrière Edita Pučinskaitė prend la troisième place après que Oenone Wood a mené la chasse durant la plus grande partie de la montée.

## Classement final
| \| Classement général \| Classement général \| Classement général \| Classement général \| Classement général \| \| Coureuse \| Coureuse \| Pays \| Équipe \| Temps \| \| ------------------ \| ------------------ \| ------------------ \| ----------------------------------- \| ------------------ \| \| 1re \| Sonia Huguet \| France \| France \| 2 h 44 min 04 s \| \| 2e \| Hanka Kupfernagel \| Allemagne \| Vlaanderen-T-Interim Univega Ladies \| + 9 s \| \| 3e \| Edita Pučinskaitė \| Lituanie \| SC Michela Fanini Record Rox \| + 18 s \| \| 4e \| Susan Palmer-Komar \| Canada \| Canada \| + 20 s \| \| 5e \| Judith Arndt \| Allemagne \| Equipe Nürnberger Versicherung \| + 20 s \| \| 6e \| Oenone Wood \| Australie \| Australie \| + 20 s \| \| 7e \| Trixi Worrack \| Allemagne \| Equipe Nürnberger Versicherung \| + 20 s \| \| 8e \| Nicole Brändli \| Suisse \| SC Michela Fanini Record Rox \| + 20 s \| \| 9e \| Olivia Gollan \| Australie \| Australie \| + 20 s \| \| 10e \| Barbara Heeb \| Suisse \| Lietzsport Cycling \| + 20 s \| |                    |           |                                     |                 |
| |                    |           |                                     |                 |
| Source : Cycling Quotient |                    |           |                                     |                 |
| Classement général |                    |           |                                     |                 |
| Coureuse | Coureuse           | Pays      | Équipe                              | Temps           |
| 1re | Sonia Huguet       | France    | France                              | 2 h 44 min 04 s |
| 2e | Hanka Kupfernagel  | Allemagne | Vlaanderen-T-Interim Univega Ladies | + 9 s           |
| 3e | Edita Pučinskaitė  | Lituanie  | SC Michela Fanini Record Rox        | + 18 s          |
| 4e | Susan Palmer-Komar | Canada    | Canada                              | + 20 s          |
| 5e | Judith Arndt       | Allemagne | Equipe Nürnberger Versicherung      | + 20 s          |
| 6e | Oenone Wood        | Australie | Australie                           | + 20 s          |
| 7e | Trixi Worrack      | Allemagne | Equipe Nürnberger Versicherung      | + 20 s          |
| 8e | Nicole Brändli     | Suisse    | SC Michela Fanini Record Rox        | + 20 s          |
| 9e | Olivia Gollan      | Australie | Australie                           | + 20 s          |
| 10e | Barbara Heeb       | Suisse    | Lietzsport Cycling                  | + 20 s          |

## Liste des participantes
| Australie AUS | Australie AUS | Australie AUS |
| ------------- | ------------- | ------------- |
| Num           | Coureuse      | Pos           |
| 1             | Oenone Wood   | 6e            |
| 2             | Natalie Bates | 114e          |
| 3             | Sara Carrigan | 11e           |
| 4             | Olivia Gollan | 9e            |
| 5             | Lorian Graham | 69e           |
| 6             | Amy Gillett   | 64e           |

| S.A.T.S TSA | S.A.T.S TSA                     | S.A.T.S TSA |
| ----------- | ------------------------------- | ----------- |
| Num         | Coureuse                        | Pos         |
| 11          | Emma James (AUS)                | 102e        |
| 13          | Manon Jutras (CAN)              | 98e         |
| 14          | Susanne Ljungskog (SWE) (route) | 35e         |
| 16          | Anita Valen de Vries (NOR)      | 18e         |
| 18          | Trine Hansen                    | 20e         |
| 19          | Meredith Miller (USA)           | 75e         |

| Equipe Nürnberger Versicherung NUR | Equipe Nürnberger Versicherung NUR | Equipe Nürnberger Versicherung NUR |
| ---------------------------------- | ---------------------------------- | ---------------------------------- |
| Num                                | Coureuse                           | Pos                                |
| 21                                 | Judith Arndt (GER)                 | 5e                                 |
| 22                                 | Margaret Hemsley (AUS)             | 44e                                |
| 23                                 | Madeleine Lindberg (SWE)           | AB                                 |
| 24                                 | Petra Rossner (GER)                | 120e                               |
| 25                                 | Trixi Worrack (GER)                | 7e                                 |
| 27                                 | Tina Liebig (GER)                  | 118e                               |

| Safi-Pasta Zara Manhattan SAF | Safi-Pasta Zara Manhattan SAF | Safi-Pasta Zara Manhattan SAF |
| ----------------------------- | ----------------------------- | ----------------------------- |
| Num                           | Coureuse                      | Pos                           |
| 31                            | Zita Urbonaitė (LTU)          | 87e                           |
| 32                            | Giorgia Bronzini (ITA)        | 94e                           |
| 33                            | Gunn-Rita Dahle Flesjå (NOR)  | 39e                           |
| 34                            | Regina Schleicher (GER)       | 86e                           |
| 36                            | Anna Zugno (ITA)              | 29e                           |
| 37                            | Iryna Chuzhynova (UKR)        | 65e                           |

| Farm Frites-Hartol FAR | Farm Frites-Hartol FAR    | Farm Frites-Hartol FAR |
| ---------------------- | ------------------------- | ---------------------- |
| Num                    | Coureuse                  | Pos                    |
| 41                     | Mirjam Melchers (NED)     | 22e                    |
| 42                     | Rachel Heal (GBR)         | 47e                    |
| 43                     | Sandra Missbach (GER)     | 113e                   |
| 44                     | Miho Oki (JPN)            | 42e                    |
| 45                     | Anouska van der Zee (NED) | 48e                    |
| 47                     | Esther Van Der Helm (NED) | 106e                   |

| SC Michela Fanini Record Rox MIC | SC Michela Fanini Record Rox MIC | SC Michela Fanini Record Rox MIC |
| -------------------------------- | -------------------------------- | -------------------------------- |
| Num                              | Coureuse                         | Pos                              |
| 51                               | Nicole Brändli (SUI)             | 8e                               |
| 52                               | Barbara Cazzaniga (ITA)          | 116e                             |
| 53                               | Janildes Fernandes (BRA)         | 125e                             |
| 54                               | Katia Longhin (ITA)              | 45e                              |
| 55                               | Edita Pučinskaitė (LTU)          | 3e                               |
| 56                               | Hayley Brown-Rutherford (AUS)    | 89e                              |

| Let's Go Finland LGF | Let's Go Finland LGF    | Let's Go Finland LGF |
| -------------------- | ----------------------- | -------------------- |
| Num                  | Coureuse                | Pos                  |
| 61                   | Fabiana Luperini (ITA)  | 26e                  |
| 62                   | Martina Corazza (ITA)   | AB                   |
| 64                   | Kettj Manfrin (ITA)     | AB                   |
| 65                   | Sari Saarelainen (FIN)  | AB                   |
| 66                   | Zulfiya Zabirova (RUS)  | 17e                  |
| 69                   | Rebecca McConnell (AUS) | 132e                 |

| Nobili Rubinetterie-Guerciotti NRG | Nobili Rubinetterie-Guerciotti NRG | Nobili Rubinetterie-Guerciotti NRG |
| ---------------------------------- | ---------------------------------- | ---------------------------------- |
| Num                                | Coureuse                           | Pos                                |
| 71                                 | Catherine Marsal (FRA)             | AB                                 |
| 72                                 | Sigrid Corneo (ITA)                | 72e                                |
| 73                                 | Valentina Polkhanova (RUS)         | 27e                                |
| 75                                 | Olga Sljussarewa (RUS)             | 28e                                |
| 76                                 | Alison Wright (AUS)                | 32e                                |
| 79                                 | Anna Gusmini (ITA)                 | 121e                               |

| Bizkaia-Panda Software-Durango BIZ | Bizkaia-Panda Software-Durango BIZ | Bizkaia-Panda Software-Durango BIZ |
| ---------------------------------- | ---------------------------------- | ---------------------------------- |
| Num                                | Coureuse                           | Pos                                |
| 81                                 | Joane Somarriba (ESP)              | 21e                                |
| 82                                 | Arantzazu Azpiroz (ESP)            | 131e                               |
| 83                                 | Ghita Beltman (NED)                | 43e                                |
| 85                                 | Maitane Telletxea (ESP)            | AB                                 |
| 86                                 | Naiara Telletxea (ESP)             | 110e                               |

| USC Chirio Forno d'Asolo USC | USC Chirio Forno d'Asolo USC | USC Chirio Forno d'Asolo USC |
| ---------------------------- | ---------------------------- | ---------------------------- |
| Num                          | Coureuse                     | Pos                          |
| 91                           | Alessandra Cappellotto (ITA) | AB                           |
| 92                           | Marina Gloria Chirio (ITA)   | 122e                         |
| 93                           | Clemilda Fernandes (BRA)     | 74e                          |
| 95                           | Jolanta Polikevičiūtė (LTU)  | 24e                          |
| 96                           | Rasa Polikevičiūtė (LTU)     | 56e                          |
| 97                           | Ilenia Lazzaro (ITA)         | AB                           |

| Rona RON | Rona RON                | Rona RON |
| -------- | ----------------------- | -------- |
| Num      | Coureuse                | Pos      |
| 101      | Geneviève Jeanson (CAN) | 30e      |
| 102      | Katrina Berger (USA)    | 68e      |
| 103      | Katheryn Curi (USA)     | 62e      |
| 104      | Helen Kelly (AUS)       | 99e      |

| Ondernemers van Nature-Vrienden van het Platteland OND | Ondernemers van Nature-Vrienden van het Platteland OND | Ondernemers van Nature-Vrienden van het Platteland OND |
| ------------------------------------------------------ | ------------------------------------------------------ | ------------------------------------------------------ |
| Num                                                    | Coureuse                                               | Pos                                                    |
| 111                                                    | Chantal Beltman (NED)                                  | 52e                                                    |
| 112                                                    | Andrea Bosman (NED)                                    | 109e                                                   |
| 113                                                    | Loes Gunnewijk (NED)                                   | 37e                                                    |
| 114                                                    | Iris Slappendel (NED)                                  | 108e                                                   |
| 115                                                    | Sharon van Essen (NED)                                 | 53e                                                    |
| 116                                                    | Corrien van Haastert (NED)                             | 111e                                                   |

| Therme Skin Care TSC | Therme Skin Care TSC      | Therme Skin Care TSC |
| -------------------- | ------------------------- | -------------------- |
| Num                  | Coureuse                  | Pos                  |
| 121                  | Arenda Grimberg (NED)     | 15e                  |
| 122                  | Sandra 't Hart (NED)      | 128e                 |
| 123                  | Francis Linthorst (NED)   | 107e                 |
| 125                  | Irene van den Broek (NED) | 83e                  |
| 126                  | Janneke Vos (NED)         | 100e                 |

| Ton Van Bemmelen Sports TVB | Ton Van Bemmelen Sports TVB | Ton Van Bemmelen Sports TVB |
| --------------------------- | --------------------------- | --------------------------- |
| Num                         | Coureuse                    | Pos                         |
| 131                         | Katherine Bates (AUS)       | 46e                         |
| 133                         | Suzanne de Goede (NED)      | 50e                         |
| 134                         | Josephine Groenveld (NED)   | 80e                         |
| 135                         | Kornelia Groenveld (NED)    | 127e                        |
| 137                         | Nathalie Van Katwijk (NED)  | AB                          |
| 139                         | Jaccolien Wallaard (NED)    | 124e                        |

| Vlaanderen-T-Interim Univega Ladies VLL | Vlaanderen-T-Interim Univega Ladies VLL | Vlaanderen-T-Interim Univega Ladies VLL |
| --------------------------------------- | --------------------------------------- | --------------------------------------- |
| Num                                     | Coureuse                                | Pos                                     |
| 141                                     | Hanka Kupfernagel (GER)                 | 2e                                      |
| 142                                     | Veronique Belleter (BEL)                | 78e                                     |
| 143                                     | Veerle Ingels (BEL)                     | 57e                                     |
| 144                                     | Cindy Pieters (BEL)                     | 34e                                     |
| 145                                     | Sharon Vandromme (BEL)                  | 16e                                     |
| 147                                     | Debby Mansveld (NED)                    | 117e                                    |

| Lietzsport Cycling LIE | Lietzsport Cycling LIE | Lietzsport Cycling LIE |
| ---------------------- | ---------------------- | ---------------------- |
| Num                    | Coureuse               | Pos                    |
| 151                    | Barbara Heeb (SUI)     | 10e                    |
| 152                    | Annette Beutler (SUI)  | 14e                    |
| 153                    | Claudia Meyer (GER)    | AB                     |
| 154                    | Isabella Wieser (AUT)  | 77e                    |
| 155                    | Karin Wieser (AUT)     | 123e                   |
| 156                    | Verena Wieser (AUT)    | AB                     |

| Équipe mixte 1 ___ | Équipe mixte 1 ___        | Équipe mixte 1 ___ |
| ------------------ | ------------------------- | ------------------ |
| Num                | Coureuse                  | Pos                |
| 161                | Deirdre Demet-Barry (USA) | 36e                |
| 162                | Nicole Freedman (ISR)     | AB                 |
| 163                | Kristen Lasasso (USA)     | 96e                |
| 164                | Katy Saint-Laurent (CAN)  | AB                 |
| 165                | Katherine White (CAN)     | 115e               |

| Allemagne GER | Allemagne GER       | Allemagne GER |
| ------------- | ------------------- | ------------- |
| Num           | Coureuse            | Pos           |
| 171           | Verena Jooß         | AB            |
| 172           | Liane Bahler        | 49e           |
| 173           | Jane Knietzsch      | 101e          |
| 174           | Theresa Senff       | 12e           |
| 175           | Claudia Stumpf      | 84e           |
| 176           | Ina-Yoko Teutenberg | 112e          |

| Russie RUS | Russie RUS          | Russie RUS |
| ---------- | ------------------- | ---------- |
| Num        | Coureuse            | Pos        |
| 181        | Swetlana Bubnenkowa | 40e        |
| 182        | Elena Shalaeva      | AB         |
| 183        | Svetlana Denisenko  | 91e        |
| 184        | Oxana Kostenko      | AB         |
| 185        | Julia Martisova     | AB         |

| Canada CAN | Canada CAN         | Canada CAN |
| ---------- | ------------------ | ---------- |
| Num        | Coureuse           | Pos        |
| 191        | Susan Palmer-Komar | 4e         |
| 192        | Lyne Bessette      | 19e        |
| 193        | Nicole Demars      | 103e       |
| 195        | Amy Moore          | 55e        |

| Grande-Bretagne GBR | Grande-Bretagne GBR       | Grande-Bretagne GBR |
| ------------------- | ------------------------- | ------------------- |
| Num                 | Coureuse                  | Pos                 |
| 201                 | Helen Saunders            | 104e                |
| 202                 | Nina Davies               | 90e                 |
| 203                 | Charlotte Goldsmith       | 73e                 |
| 204                 | Catherine Hare Willianson | 95e                 |
| 205                 | Frances Newstead          | 76e                 |
| 208                 | Jacqui Marshall           | AB                  |

| Espagne ESP | Espagne ESP           | Espagne ESP |
| ----------- | --------------------- | ----------- |
| Num         | Coureuse              | Pos         |
| 211         | Rosa Bravo            | 31e         |
| 212         | Maria Cagigas         | 93e         |
| 213         | Leticia Gil           | AB          |
| 214         | María Isabel Moreno   | 54e         |
| 216         | Teodora Ruano         | 41e         |
| 218         | Iosune Murillo Elkano | 126e        |

| Suisse SUI | Suisse SUI       | Suisse SUI |
| ---------- | ---------------- | ---------- |
| Num        | Coureuse         | Pos        |
| 221        | Priska Doppmann  | 13e        |
| 222        | Irene Hostettler | 67e        |
| 223        | Sonja Traxel     | 82e        |
| 224        | Bettina Kühn     | AB         |
| 226        | Karin Thürig     | 23e        |

| France FRA | France FRA                | France FRA |
| ---------- | ------------------------- | ---------- |
| Num        | Coureuse                  | Pos        |
| 231        | Élisabeth Chevanne-Brunel | 60e        |
| 232        | Karine Dalmais            | 63e        |
| 233        | Sonia Huguet              | 1re        |
| 234        | Magali Le Floc'h          | 33e        |
| 235        | Edwige Pitel              | 25e        |
| 236        | Marina Jaunâtre           | 92e        |

| Ukraine UKR | Ukraine UKR        | Ukraine UKR |
| ----------- | ------------------ | ----------- |
| Num         | Coureuse           | Pos         |
| 242         | Natalia Katchalka  | 79e         |
| 243         | Valentyna Karpenko | 58e         |
| 245         | Nina Ovcharenko    | 61e         |
| 246         | Irina Simonova     | 70e         |

| Nouvelle-Zélande NZL | Nouvelle-Zélande NZL | Nouvelle-Zélande NZL |
| -------------------- | -------------------- | -------------------- |
| Num                  | Coureuse             | Pos                  |
| 251                  | Joanne Kiesanowski   | 66e                  |
| 252                  | Melissa Holt         | 88e                  |
| 253                  | Michelle Hyland      | 85e                  |
| 254                  | Rosalind Reekie-May  | 51e                  |
| 255                  | Kirsty Nicole Robb   | 129e                 |

| Belgique BEL | Belgique BEL       | Belgique BEL |
| ------------ | ------------------ | ------------ |
| Num          | Coureuse           | Pos          |
| 261          | Corine Hierckens   | 81e          |
| 262          | Melissa Flagothier | AB           |
| 263          | Ilse Geldhof       | 97e          |
| 264          | Ludivine Henrion   | 105e         |
| 265          | Evy Van Damme      | 38e          |
| 267          | Sara Peeters       | 130e         |

| Wielerbond Vlaanderen ___ | Wielerbond Vlaanderen ___ | Wielerbond Vlaanderen ___ |
| ------------------------- | ------------------------- | ------------------------- |
| Num                       | Coureuse                  | Pos                       |
| 272                       | Lien Beyen (BEL)          | AB                        |
| 273                       | Liesbet De Vocht (BEL)    | 119e                      |
| 274                       | Sofie Goor (BEL)          | 59e                       |
| 275                       | Kathy Ingels (BEL)        | AB                        |
| 276                       | Kathleen Sterckx (BEL)    | AB                        |

| Australie AUS | Australie AUS | Australie AUS |
| ------------- | ------------- | ------------- |
| Num           | Coureuse      | Pos           |
| 1             | Oenone Wood   | 6e            |
| 2             | Natalie Bates | 114e          |
| 3             | Sara Carrigan | 11e           |
| 4             | Olivia Gollan | 9e            |
| 5             | Lorian Graham | 69e           |
| 6             | Amy Gillett   | 64e           |

| S.A.T.S TSA | S.A.T.S TSA                     | S.A.T.S TSA |
| ----------- | ------------------------------- | ----------- |
| Num         | Coureuse                        | Pos         |
| 11          | Emma James (AUS)                | 102e        |
| 13          | Manon Jutras (CAN)              | 98e         |
| 14          | Susanne Ljungskog (SWE) (route) | 35e         |
| 16          | Anita Valen de Vries (NOR)      | 18e         |
| 18          | Trine Hansen                    | 20e         |
| 19          | Meredith Miller (USA)           | 75e         |

| Equipe Nürnberger Versicherung NUR | Equipe Nürnberger Versicherung NUR | Equipe Nürnberger Versicherung NUR |
| ---------------------------------- | ---------------------------------- | ---------------------------------- |
| Num                                | Coureuse                           | Pos                                |
| 21                                 | Judith Arndt (GER)                 | 5e                                 |
| 22                                 | Margaret Hemsley (AUS)             | 44e                                |
| 23                                 | Madeleine Lindberg (SWE)           | AB                                 |
| 24                                 | Petra Rossner (GER)                | 120e                               |
| 25                                 | Trixi Worrack (GER)                | 7e                                 |
| 27                                 | Tina Liebig (GER)                  | 118e                               |

| Safi-Pasta Zara Manhattan SAF | Safi-Pasta Zara Manhattan SAF | Safi-Pasta Zara Manhattan SAF |
| ----------------------------- | ----------------------------- | ----------------------------- |
| Num                           | Coureuse                      | Pos                           |
| 31                            | Zita Urbonaitė (LTU)          | 87e                           |
| 32                            | Giorgia Bronzini (ITA)        | 94e                           |
| 33                            | Gunn-Rita Dahle Flesjå (NOR)  | 39e                           |
| 34                            | Regina Schleicher (GER)       | 86e                           |
| 36                            | Anna Zugno (ITA)              | 29e                           |
| 37                            | Iryna Chuzhynova (UKR)        | 65e                           |

| Farm Frites-Hartol FAR | Farm Frites-Hartol FAR    | Farm Frites-Hartol FAR |
| ---------------------- | ------------------------- | ---------------------- |
| Num                    | Coureuse                  | Pos                    |
| 41                     | Mirjam Melchers (NED)     | 22e                    |
| 42                     | Rachel Heal (GBR)         | 47e                    |
| 43                     | Sandra Missbach (GER)     | 113e                   |
| 44                     | Miho Oki (JPN)            | 42e                    |
| 45                     | Anouska van der Zee (NED) | 48e                    |
| 47                     | Esther Van Der Helm (NED) | 106e                   |

| SC Michela Fanini Record Rox MIC | SC Michela Fanini Record Rox MIC | SC Michela Fanini Record Rox MIC |
| -------------------------------- | -------------------------------- | -------------------------------- |
| Num                              | Coureuse                         | Pos                              |
| 51                               | Nicole Brändli (SUI)             | 8e                               |
| 52                               | Barbara Cazzaniga (ITA)          | 116e                             |
| 53                               | Janildes Fernandes (BRA)         | 125e                             |
| 54                               | Katia Longhin (ITA)              | 45e                              |
| 55                               | Edita Pučinskaitė (LTU)          | 3e                               |
| 56                               | Hayley Brown-Rutherford (AUS)    | 89e                              |

| Let's Go Finland LGF | Let's Go Finland LGF    | Let's Go Finland LGF |
| -------------------- | ----------------------- | -------------------- |
| Num                  | Coureuse                | Pos                  |
| 61                   | Fabiana Luperini (ITA)  | 26e                  |
| 62                   | Martina Corazza (ITA)   | AB                   |
| 64                   | Kettj Manfrin (ITA)     | AB                   |
| 65                   | Sari Saarelainen (FIN)  | AB                   |
| 66                   | Zulfiya Zabirova (RUS)  | 17e                  |
| 69                   | Rebecca McConnell (AUS) | 132e                 |

| Nobili Rubinetterie-Guerciotti NRG | Nobili Rubinetterie-Guerciotti NRG | Nobili Rubinetterie-Guerciotti NRG |
| ---------------------------------- | ---------------------------------- | ---------------------------------- |
| Num                                | Coureuse                           | Pos                                |
| 71                                 | Catherine Marsal (FRA)             | AB                                 |
| 72                                 | Sigrid Corneo (ITA)                | 72e                                |
| 73                                 | Valentina Polkhanova (RUS)         | 27e                                |
| 75                                 | Olga Sljussarewa (RUS)             | 28e                                |
| 76                                 | Alison Wright (AUS)                | 32e                                |
| 79                                 | Anna Gusmini (ITA)                 | 121e                               |

| Bizkaia-Panda Software-Durango BIZ | Bizkaia-Panda Software-Durango BIZ | Bizkaia-Panda Software-Durango BIZ |
| ---------------------------------- | ---------------------------------- | ---------------------------------- |
| Num                                | Coureuse                           | Pos                                |
| 81                                 | Joane Somarriba (ESP)              | 21e                                |
| 82                                 | Arantzazu Azpiroz (ESP)            | 131e                               |
| 83                                 | Ghita Beltman (NED)                | 43e                                |
| 85                                 | Maitane Telletxea (ESP)            | AB                                 |
| 86                                 | Naiara Telletxea (ESP)             | 110e                               |

| USC Chirio Forno d'Asolo USC | USC Chirio Forno d'Asolo USC | USC Chirio Forno d'Asolo USC |
| ---------------------------- | ---------------------------- | ---------------------------- |
| Num                          | Coureuse                     | Pos                          |
| 91                           | Alessandra Cappellotto (ITA) | AB                           |
| 92                           | Marina Gloria Chirio (ITA)   | 122e                         |
| 93                           | Clemilda Fernandes (BRA)     | 74e                          |
| 95                           | Jolanta Polikevičiūtė (LTU)  | 24e                          |
| 96                           | Rasa Polikevičiūtė (LTU)     | 56e                          |
| 97                           | Ilenia Lazzaro (ITA)         | AB                           |

| Rona RON | Rona RON                | Rona RON |
| -------- | ----------------------- | -------- |
| Num      | Coureuse                | Pos      |
| 101      | Geneviève Jeanson (CAN) | 30e      |
| 102      | Katrina Berger (USA)    | 68e      |
| 103      | Katheryn Curi (USA)     | 62e      |
| 104      | Helen Kelly (AUS)       | 99e      |

| Ondernemers van Nature-Vrienden van het Platteland OND | Ondernemers van Nature-Vrienden van het Platteland OND | Ondernemers van Nature-Vrienden van het Platteland OND |
| ------------------------------------------------------ | ------------------------------------------------------ | ------------------------------------------------------ |
| Num                                                    | Coureuse                                               | Pos                                                    |
| 111                                                    | Chantal Beltman (NED)                                  | 52e                                                    |
| 112                                                    | Andrea Bosman (NED)                                    | 109e                                                   |
| 113                                                    | Loes Gunnewijk (NED)                                   | 37e                                                    |
| 114                                                    | Iris Slappendel (NED)                                  | 108e                                                   |
| 115                                                    | Sharon van Essen (NED)                                 | 53e                                                    |
| 116                                                    | Corrien van Haastert (NED)                             | 111e                                                   |

| Therme Skin Care TSC | Therme Skin Care TSC      | Therme Skin Care TSC |
| -------------------- | ------------------------- | -------------------- |
| Num                  | Coureuse                  | Pos                  |
| 121                  | Arenda Grimberg (NED)     | 15e                  |
| 122                  | Sandra 't Hart (NED)      | 128e                 |
| 123                  | Francis Linthorst (NED)   | 107e                 |
| 125                  | Irene van den Broek (NED) | 83e                  |
| 126                  | Janneke Vos (NED)         | 100e                 |

| Ton Van Bemmelen Sports TVB | Ton Van Bemmelen Sports TVB | Ton Van Bemmelen Sports TVB |
| --------------------------- | --------------------------- | --------------------------- |
| Num                         | Coureuse                    | Pos                         |
| 131                         | Katherine Bates (AUS)       | 46e                         |
| 133                         | Suzanne de Goede (NED)      | 50e                         |
| 134                         | Josephine Groenveld (NED)   | 80e                         |
| 135                         | Kornelia Groenveld (NED)    | 127e                        |
| 137                         | Nathalie Van Katwijk (NED)  | AB                          |
| 139                         | Jaccolien Wallaard (NED)    | 124e                        |

| Vlaanderen-T-Interim Univega Ladies VLL | Vlaanderen-T-Interim Univega Ladies VLL | Vlaanderen-T-Interim Univega Ladies VLL |
| --------------------------------------- | --------------------------------------- | --------------------------------------- |
| Num                                     | Coureuse                                | Pos                                     |
| 141                                     | Hanka Kupfernagel (GER)                 | 2e                                      |
| 142                                     | Veronique Belleter (BEL)                | 78e                                     |
| 143                                     | Veerle Ingels (BEL)                     | 57e                                     |
| 144                                     | Cindy Pieters (BEL)                     | 34e                                     |
| 145                                     | Sharon Vandromme (BEL)                  | 16e                                     |
| 147                                     | Debby Mansveld (NED)                    | 117e                                    |

| Lietzsport Cycling LIE | Lietzsport Cycling LIE | Lietzsport Cycling LIE |
| ---------------------- | ---------------------- | ---------------------- |
| Num                    | Coureuse               | Pos                    |
| 151                    | Barbara Heeb (SUI)     | 10e                    |
| 152                    | Annette Beutler (SUI)  | 14e                    |
| 153                    | Claudia Meyer (GER)    | AB                     |
| 154                    | Isabella Wieser (AUT)  | 77e                    |
| 155                    | Karin Wieser (AUT)     | 123e                   |
| 156                    | Verena Wieser (AUT)    | AB                     |

| Équipe mixte 1 ___ | Équipe mixte 1 ___        | Équipe mixte 1 ___ |
| ------------------ | ------------------------- | ------------------ |
| Num                | Coureuse                  | Pos                |
| 161                | Deirdre Demet-Barry (USA) | 36e                |
| 162                | Nicole Freedman (ISR)     | AB                 |
| 163                | Kristen Lasasso (USA)     | 96e                |
| 164                | Katy Saint-Laurent (CAN)  | AB                 |
| 165                | Katherine White (CAN)     | 115e               |

| Allemagne GER | Allemagne GER       | Allemagne GER |
| ------------- | ------------------- | ------------- |
| Num           | Coureuse            | Pos           |
| 171           | Verena Jooß         | AB            |
| 172           | Liane Bahler        | 49e           |
| 173           | Jane Knietzsch      | 101e          |
| 174           | Theresa Senff       | 12e           |
| 175           | Claudia Stumpf      | 84e           |
| 176           | Ina-Yoko Teutenberg | 112e          |

| Russie RUS | Russie RUS          | Russie RUS |
| ---------- | ------------------- | ---------- |
| Num        | Coureuse            | Pos        |
| 181        | Swetlana Bubnenkowa | 40e        |
| 182        | Elena Shalaeva      | AB         |
| 183        | Svetlana Denisenko  | 91e        |
| 184        | Oxana Kostenko      | AB         |
| 185        | Julia Martisova     | AB         |

| Canada CAN | Canada CAN         | Canada CAN |
| ---------- | ------------------ | ---------- |
| Num        | Coureuse           | Pos        |
| 191        | Susan Palmer-Komar | 4e         |
| 192        | Lyne Bessette      | 19e        |
| 193        | Nicole Demars      | 103e       |
| 195        | Amy Moore          | 55e        |

| Grande-Bretagne GBR | Grande-Bretagne GBR       | Grande-Bretagne GBR |
| ------------------- | ------------------------- | ------------------- |
| Num                 | Coureuse                  | Pos                 |
| 201                 | Helen Saunders            | 104e                |
| 202                 | Nina Davies               | 90e                 |
| 203                 | Charlotte Goldsmith       | 73e                 |
| 204                 | Catherine Hare Willianson | 95e                 |
| 205                 | Frances Newstead          | 76e                 |
| 208                 | Jacqui Marshall           | AB                  |

| Espagne ESP | Espagne ESP           | Espagne ESP |
| ----------- | --------------------- | ----------- |
| Num         | Coureuse              | Pos         |
| 211         | Rosa Bravo            | 31e         |
| 212         | Maria Cagigas         | 93e         |
| 213         | Leticia Gil           | AB          |
| 214         | María Isabel Moreno   | 54e         |
| 216         | Teodora Ruano         | 41e         |
| 218         | Iosune Murillo Elkano | 126e        |

| Suisse SUI | Suisse SUI       | Suisse SUI |
| ---------- | ---------------- | ---------- |
| Num        | Coureuse         | Pos        |
| 221        | Priska Doppmann  | 13e        |
| 222        | Irene Hostettler | 67e        |
| 223        | Sonja Traxel     | 82e        |
| 224        | Bettina Kühn     | AB         |
| 226        | Karin Thürig     | 23e        |

| France FRA | France FRA                | France FRA |
| ---------- | ------------------------- | ---------- |
| Num        | Coureuse                  | Pos        |
| 231        | Élisabeth Chevanne-Brunel | 60e        |
| 232        | Karine Dalmais            | 63e        |
| 233        | Sonia Huguet              | 1re        |
| 234        | Magali Le Floc'h          | 33e        |
| 235        | Edwige Pitel              | 25e        |
| 236        | Marina Jaunâtre           | 92e        |

| Ukraine UKR | Ukraine UKR        | Ukraine UKR |
| ----------- | ------------------ | ----------- |
| Num         | Coureuse           | Pos         |
| 242         | Natalia Katchalka  | 79e         |
| 243         | Valentyna Karpenko | 58e         |
| 245         | Nina Ovcharenko    | 61e         |
| 246         | Irina Simonova     | 70e         |

| Nouvelle-Zélande NZL | Nouvelle-Zélande NZL | Nouvelle-Zélande NZL |
| -------------------- | -------------------- | -------------------- |
| Num                  | Coureuse             | Pos                  |
| 251                  | Joanne Kiesanowski   | 66e                  |
| 252                  | Melissa Holt         | 88e                  |
| 253                  | Michelle Hyland      | 85e                  |
| 254                  | Rosalind Reekie-May  | 51e                  |
| 255                  | Kirsty Nicole Robb   | 129e                 |

| Belgique BEL | Belgique BEL       | Belgique BEL |
| ------------ | ------------------ | ------------ |
| Num          | Coureuse           | Pos          |
| 261          | Corine Hierckens   | 81e          |
| 262          | Melissa Flagothier | AB           |
| 263          | Ilse Geldhof       | 97e          |
| 264          | Ludivine Henrion   | 105e         |
| 265          | Evy Van Damme      | 38e          |
| 267          | Sara Peeters       | 130e         |

| Wielerbond Vlaanderen ___ | Wielerbond Vlaanderen ___ | Wielerbond Vlaanderen ___ |
| ------------------------- | ------------------------- | ------------------------- |
| Num                       | Coureuse                  | Pos                       |
| 272                       | Lien Beyen (BEL)          | AB                        |
| 273                       | Liesbet De Vocht (BEL)    | 119e                      |
| 274                       | Sofie Goor (BEL)          | 59e                       |
| 275                       | Kathy Ingels (BEL)        | AB                        |
| 276                       | Kathleen Sterckx (BEL)    | AB                        |

Source.